# Lev Sverdlin
Lev Sverdlin (Astrachan', 16 novembre 1901 – Mosca, 28 agosto 1969) è stato un attore sovietico.

## Filmografia parziale

### Attore
- Cirk (1936)
- Junost' komandirov (1939)
- Nasreddin v Buchare (1943)
- Neulovimye mstiteli (1966)

## Premi
- Artista onorato della RSFSR
- Artista popolare della RSFSR
- Artista del popolo dell'Unione Sovietica
- Premio Stalin
- Ordine di Lenin
- Ordine della Bandiera rossa del lavoro